# Claudio Galán
Claudio Mario Galán Pachón (Roma, 26 de octubre de 1974) es un relacionista público, politólogo, educador, político y diplomático colombo-italiano.
Galán fue nombrado a finales de noviembre de 2010, alcalde encargado del municipio de Soacha, Cundinamarca, cercano a la ciudad de Bogotá y considerado el más importante del departamento, en reemplazo del titular José Ernesto Martínez, quien fue destituido por irregularidades. Irónicamente en ese mismo municipio fue asesinado su padre, el entonces candidato presidencial Luis Carlos Galán, en agosto de 1989.
Luego fue designado cónsul general en París por el entonces presidente Juan Manuel Santos, de 2015 a 2018.